# Списак епизода серије Стижу долари
 Стижу долари је српска телевизијска серија снимљена у продукцији Телевизије Београд, Радио-телевизија Србије и Комуна која је постигла огромну гледаност у бившој Србија и Црни гори. Серија има 50 епизоде, Прва сезона је премијерно емитована од 18. јануара до 20. јуна 2004. године и броји 21 епизоде, друга и последња сезона од 11. децембра 2005. до 18. јуна 2006. године и броји 50 епизода.
Серија Стижу долари броји 2 сезоне и 50 епизоде.

## Преглед
| Сезона | Сезона | Епизоде | Епизоде | Оригинално емитовање | Оригинално емитовање |
| Сезона | Сезона | Епизоде | Епизоде | Премијера            | Финале               |
| ------ | ------ | ------- | ------- | -------------------- | -------------------- |
|        | 1.     | 21      | 21      | 18. јануар 2004.     | 20. јун 2004.        |
|        | 2.     | 50      | 50      | 11. децембар 2005.   | 18. јун 2006.        |

## Епизоде

### 1. сезона (2004)
| Бр. еп. (укупно) | Бр. еп. (у сезони) | Наслов       | Редитељ              | Сценариста   | Премијера         |
| --- | ------------------ | ------------ | -------------------- | ------------ | ----------------- |
| 1 | 1                  | Епизода 1.1  | Михаило Вукобратовић | Синиша Павић | 18. јануар 2004.  |
| У свеукупној породичној гужви, Ема је поручила скупоцени кинески тепих, а Драгишини финансијски проблеми су и без тога несавладиви. Саша је тако чест гост на шалтеру Бироа за запошљавање да се већ спријатељио са службеницом Коком, a Боба добија још једну слабу оцену у школи. Драгишина старија сестра је преминула. Та скромна старица оставља тестамент и позамашно наслеђе њему и његовој деци. |                    |              |                      |              |                   |
| 2 | 2                  | Епизода 1.2  | Михаило Вукобратовић | Синиша Павић | 25. јануар 2004.  |
| Тетка је сваком од наследника поставила одређени услов који мора да испуни да би стекао право да користи наслеђе: Виолета мора да се уда и посвети породичном животу, Саша да се запосли, Боба да заврши матуру бар са врло добрим, а Драгиша мора тетки да подигне леп надгробни споменик. Прво одушевљење наследника је одмах спласнуло: Виолета би пре да се бави глумом и уметношћу, а на удају ни не помишља; Саша не може да нађе запослење јер таквих као он је пуно на Бироу, а Боби колико је до школе стало једва да ће се провући да не понавља разред. Драгиша ће морати прво да се задужи да би испунио теткину последњу жељу. Због свађе око кинеског тепиха, Ема код адвоката покреће бракоразводну парницу. |                    |              |                      |              |                   |
| 3 | 3                  | Епизода 1.3  | Михаило Вукобратовић | Синиша Павић | 1. фебруар 2004.  |
| Виолети се испуњава амбиција да добије ангажман у позоришту. Саша нагло губи поене код своје девојке, лекарке Бранке, али их зато нагло добија код Коке. Захваљујући Еми која ненадано обнавља познанство из студентских дана са разредним, кога зову Терминатор, Боба добија шансу да поправи неку од слабих оцена. Драгиша се у предузећу ангажује као председник дисциплинске комисије. |                    |              |                      |              |                   |
| 4 | 4                  | Епизода 1.4  | Михаило Вукобратовић | Синиша Павић | 8. фебруар 2004.  |
| Уместо да се Саша запосли и добије две милијарде од тетке, а Виолета да се уда и добије још толико, догађа се супротно: Саша најављује женидбу са Бранком, а Виолета постаје стални члан позоришта. Драгиша и Ема успеју да среде да њихов захтев за развод „мирује” три месеца. Ема и Терминатор почињу да се састају. |                    |              |                      |              |                   |
| 5 | 5                  | Епизода 1.5  | Михаило Вукобратовић | Синиша Павић | 15. фебруар 2004. |
| Виолети нуде улогу Јулије. Емилија и Терминатор настављају са својим састанцима, сада и у вечерњим сатима. Драгиша одлучује да наручи споменик за гроб своје сестре. Саша долази на сопствену веридбу код Бранкиних родитеља, после више сати закашњења, јер га је случај одвео у Кокин стан... |                    |              |                      |              |                   |
| 6 | 6                  | Епизода 1.6  | Михаило Вукобратовић | Синиша Павић | 22. фебруар 2004. |
| Емилија и Терминатор су све блискији. Кока долази на ново радно место. Драгишин сукоб са бившим возачем Бранковићем се продубљује. Очајан због Сашине незапослености, Драгиша обнавља своје младеначке „моравске” везе. |                    |              |                      |              |                   |
| 7 | 7                  | Епизода 1.7  | Михаило Вукобратовић | Синиша Павић | 29. фебруар 2004. |
| Кад се припит врати кући, Драгишини односи са Емом се погоршавају. Драгиша позајмљује новац од своје секретарице Даре и договара се са каменоресцем Мацолом око теткиног споменика. Саша одбија да позајми новац од Бранкине мајке. Терминатор позајмљује Боби милион за патике, а Виолета је све блискија са глумцем Бароном. |                    |              |                      |              |                   |
| 8 | 8                  | Епизода 1.8  | Михаило Вукобратовић | Синиша Павић | 7. март 2004.     |
| Виолета објављује да ће се удати за свог дугогодишњег момка Филипа. Драгишиног рођендана се нико није сетио. Он опет позајмљује новац од Даре, овог пута да би вратио дуг Терминатору. Бранковић прети убиством и самоубиством. Коку газдарица избацује из стана. Виолета добија улогу Јулије, а то квари све планове око удаје. |                    |              |                      |              |                   |
| 9 | 9                  | Епизода 1.9  | Михаило Вукобратовић | Синиша Павић | 14. март 2004.    |
| Виолета припрема изненађење Филипу, а Бранка својим родитељима. Љубав између Коке и Саше све је чвршћа. Настају неспоразуми око надгробног споменика. |                    |              |                      |              |                   |
| 10 | 10                 | Епизода 1.10 | Михаило Вукобратовић | Синиша Павић | 28. март 2004.    |
| На прослави годишњице матуре коју Драгиша прославља са својим „моравцима”, поново се сусреће са Јатаганцем. Сашина веза са Коком се наставља, а такође и Емилијина са Терминатором. Боба има проблеме са професором ликовног, али зато поправља оцену из математике. Саша последњи сазнаје да ће постати отац. |                    |              |                      |              |                   |
| 11 | 11                 | Епизода 1.11 | Михаило Вукобратовић | Синиша Павић | 4. април 2004.    |
| Кокини проблеми у предузећу се настављају. Драгиша иде код Јатаганца ради договора око Сашиног запослења. Саша долази да се са Бранкиним родитељима договори око свадбе. Ема, којој је доста Драгишиних проблема око споменика, обнавља бракоразводну парницу. |                    |              |                      |              |                   |
| 12 | 12                 | Епизода 1.12 | Михаило Вукобратовић | Синиша Павић | 11. април 2004.   |
| Боба је на путу да поправи оцену из физике. Око Коке се плете паукова мрежа у којој је главни актер њена шефица. Драгиша је у посети болесној секретарици Дари, где упознаје њеног мужа. |                    |              |                      |              |                   |
| 13 | 13                 | Епизода 1.13 | Михаило Вукобратовић | Синиша Павић | 18. април 2004.   |
| Бранковић се понаша као да је добио уверење да је луд и креће у поход по предузећу. Први на реду је директор Курчубић. Док се редитељ покушава изборити са глумцима и самоуправљачима у позоришту, Филип изазива нови скандал. Кока и Јатаганац се случајно сусрећу у кафићу. Дару муж не оставља на миру и долази у њену канцеларију. Јатаганац јавља да је нашао посао за Сашу. |                    |              |                      |              |                   |
| 14 | 14                 | Епизода 1.14 | Михаило Вукобратовић | Синиша Павић | 25. април 2004.   |
| Проблеми породице Попадић се множе. Потребно је договорити се са будућим пријатељима око Сашине и Бранкине свадбе и платити клесару за споменик тетки. Ема и Терминатор се редовно састају у кафићу. Филип и Барон рашчишћавају своје односе пиштољима. |                    |              |                      |              |                   |
| 15 | 15                 | Епизода 1.15 | Михаило Вукобратовић | Синиша Павић | 2. мај 2004.      |
| За Барона, сукоб са Филипом води до сукоба са Виолетом. Време је за узбудљиву седницу наставничког већа у школи, која ће скројити Бобину судбину. Тетка је добила споменик. Сашу чека венчање, а Коку и Јатаганца други провод. |                    |              |                      |              |                   |
| 16 | 16                 | Епизода 1.16 | Михаило Вукобратовић | Синиша Павић | 9. мај 2004.      |
| На Бранкиној и Сашиној свадби појављује се изненада један непозвани гост. Од добијеног новца од наследства, Боба прво откупљује сребрни прибор за своју мајку. Саши у новом дому не цветају руже, па је приморан да се за помоћ лично обрати Јатаганцу. |                    |              |                      |              |                   |
| 17 | 17                 | Епизода 1.17 | Михаило Вукобратовић | Синиша Павић | 16. мај 2004.     |
| Саша као в.д. управник прима фирму која је пред потпуном пропашћу. Виолета на гостовању има новог удварача, али јој је Филип још увек за петама. На прослави Бобине матуре, Терминатор добија поклон од својих ђака, а Драгиша у најнезгоднијем тренутку долази на прославу. |                    |              |                      |              |                   |
| 18 | 18                 | Епизода 1.18 | Михаило Вукобратовић | Синиша Павић | 23. мај 2004.     |
| Драгиша тражи разговор са противником. Једини који заиста боље живи је, овога пута, Саша. Терминатор је пред живчаним сломом. Боба стиче занимљиво познанство. Бранковић је важнији него што изгледа. |                    |              |                      |              |                   |
| 19 | 19                 | Епизода 1.19 | Михаило Вукобратовић | Синиша Павић | 30. мај 2004.     |
| Неслога у кући тера Драгишу у кафану, а Ему код адвоката. Кад је Кока у питању, Јатаганац је присиљен да се лично експонира. Кад реч имају адвокати, неко од тога може имати и користи. Терминатор предлаже решење. Директор Курчубић мења страну. Драгиша постаје „рогат”. Ема и Дарин муж се драматично срећу. |                    |              |                      |              |                   |
| 20 | 20                 | Епизода 1.20 | Михаило Вукобратовић | Синиша Павић | 6. јун 2004.      |
| Драгишина и Бранковићева судбина се преплићу. Ема се виђа са Терминатором. Виолета је нашла „човека свог живота”, али он има ману. Боба сазнаје колико у савременом свету значи један земљак. У кући Попадића „топли оброк” се добија само кад кува гост, Ђанкарло. |                    |              |                      |              |                   |
| 21 | 21                 | Епизода 1.21 | Михаило Вукобратовић | Синиша Павић | 20. јун 2004.     |
| Терминатор се упушта у отворени дуел са таштом. Саша сазнаје да Бранку интересује специјализација у Француској. Ђанкарло и Виолета имају далекосежне планове. Коки се отварају нове перспективе. Јатаганац се жртвује. |                    |              |                      |              |                   |

### 2. сезона (2005—06)
| Бр. еп. (укупно) | Бр. еп. (у сезони) | Наслов       | Редитељ              | Сценариста   | Премијера          |
| --- | ------------------ | ------------ | -------------------- | ------------ | ------------------ |
| 22 | 1                  | Епизода 2.1  | Михаило Вукобратовић | Синиша Павић | 11. децембар 2005. |
| Тражени сведок оптужбе професор Марковић, звани Терминатор, ипак се појављује на суду. Хоће ли Драгиша добити сатисфакцију? У предузећу доспева на високу функцију председника синдиката. Залутала Виолета се враћа кући. Саша добија шансу да се искаже, а Кока да живи поштено и од ваздуха. Еми се пружа шанса да започне нови живот.                                                                      |                    |              |                      |              |                    |
| 23 | 2                  | Епизода 2.2  | Михаило Вукобратовић | Синиша Павић | 18. децембар 2005. |
| Драгиша у наступу самопоуздања револуционарно предлаже нове захвате за решавање стања у радној организацији. Ема и Терминатор почињу да се састају у стану рођака Ђорђевића код којег се Терминатор преселио. Кока није више у Јатаганчевој фирми. Виолета доживљава преображај, а Ема и Драгиша добијају госте.                                                                                              |                    |              |                      |              |                    |
| 24 | 3                  | Епизода 2.3  | Михаило Вукобратовић | Синиша Павић | 25. децембар 2005. |
| Драгиша и Јатаганац се удружују против Курчубића. Ујак се потпуно усељава код Попадића. |                    |              |                      |              |                    |
| 25 | 4                  | Епизода 2.4  | Михаило Вукобратовић | Синиша Павић | 31. децембар 2005. |
| Виолета је ипак нешто научила. Ема у налету доброг расположења покушава да помогне себи и Драгиши. Саша постаје човек чврсте руке под надзором Цигановића који игра своју игру. Јатаганац нуди Коки дугорочно решење на које она не пристаје. Ујак Коста и Боба започињу авантуру. |                    |              |                      |              |                    |
| 26 | 5                  | Епизода 2.5  | Михаило Вукобратовић | Синиша Павић | 1. јануар 2006.    |
| Боба је упоран, посећује Нину и сусреће се са њеним љубавником. Терминатор је стално у проблемима због таште и исељава се из стана. Драгиша има понуду за др Лукшића. Емилија је затечена Терминаторовом одлуком. |                    |              |                      |              |                    |
| 27 | 6                  | Епизода 2.6  | Михаило Вукобратовић | Синиша Павић | 8. јануар 2006.    |
| Амбициозни управник Саша окупља сараднике и уводи нови распоред радних места. Стиже анонимно писмо, па су Драгиша и Ема сада окупирани новим проблемом. Између др Лукшића и Виолете ствари се рашчишћавају. Отац и син затекну се на истој страни у барској тучи. |                    |              |                      |              |                    |
| 28 | 7                  | Епизода 2.7  | Михаило Вукобратовић | Синиша Павић | 15. јануар 2006.   |
| Саша и Цигановић задовољно трљају руке јер је закључен први уговор. Кока и Саша се поново сусрећу пред Бироом за запошљавање. Ема установи да је муж не вара и посвећује му више пажње, али и Драгишина секретарица је пуна пажње. |                    |              |                      |              |                    |
| 29 | 8                  | Епизода 2.8  | Михаило Вукобратовић | Синиша Павић | 22. јануар 2006.   |
| Драгиша је на збору радних људи предложен за директора, на запрепаштење Курчубића и Јатаганца. Нина је збуњена Емином посетом. Терминатор и Ема коначно остају сами, али се зачује звоно на вратима. Повреду на тениском игралишту др Лукшић лакше подноси јер је Виолета поред њега. На прослави ујка Костиног рођендана очекује се да стигне пакет за Драгишу, а стиже за Бобу.                             |                    |              |                      |              |                    |
| 30 | 9                  | Епизода 2.9  | Михаило Вукобратовић | Синиша Павић | 29. јануар 2006.   |
| Терминатор мора да прати огласе. Курчубићева супруга је добила анонимно писмо и почиње да пакује кофере. Кока је примљена на посао и изненађена је новим радним местом, а тек новим управником. Нина враћа Боби бунду и Боба је даје мајци. |                    |              |                      |              |                    |
| 31 | 10                 | Епизода 2.10 | Михаило Вукобратовић | Синиша Павић | 5. фебруар 2006.   |
| Одлазак Терминатора спречава Ђорђевић у последњем тренутку. Док се бави кухињом, нежења тражи посао преко огласа. Боби је стигао позив. Гига је у очају мало „потегао”. Виолета и др Лукшић су пред браком. Боба се пакује и одлази на одслужење казне. |                    |              |                      |              |                    |
| 32 | 11                 | Епизода 2.11 | Михаило Вукобратовић | Синиша Павић | 12. фебруар 2006.  |
| Терминаторова бивша породица се успешно слаже са садашњом. Очекују се, на више страна, свадбене новости. Страни партнери не желе да се прилагоде домаћем начину управљања, па Дипон хоће да види само Курчубића. У кафани где Нина пева, Курчубић доводи Дипона. На помолу је нова љубав. У Сашином предузећу Мајкић слаби, Кока се дебља, а фирма се опоравља.                                               |                    |              |                      |              |                    |
| 33 | 12                 | Епизода 2.12 | Михаило Вукобратовић | Синиша Павић | 19. фебруар 2006.  |
| Емилија саветује Виолету како да реши свој проблем. Као искусан педагог, Терминатор одлази у Падинску скелу да посети Бобу који ће га замолити за одређену интервенцију. Избија велика сцена између др Лукшића и добро посаветоване Виолете. |                    |              |                      |              |                    |
| 34 | 13                 | Епизода 2.13 | Михаило Вукобратовић | Синиша Павић | 26. фебруар 2006.  |
| Ивин отац, Лујо Лукшић, узима ствар у своје руке, па доноси изгубљену дозволу за вожњу Виолети и у кући Попадића наилази на правог саговорника — ујка Косту. Код Саше се спрема догађај са далекосежним последицама. Извесни Кркић одлази у пензију, а Кока на трудничко боловање. Курчубић ипак иде у Париз, у свесрдну подршку Јатаганца. Ема помаже Терминатору да направи послужење за Ђорђевићеву гошћу. |                    |              |                      |              |                    |
| 35 | 14                 | Епизода 2.14 | Михаило Вукобратовић | Синиша Павић | 5. март 2006.      |
| Терминаторова жена и ташта стижу на заказану вечеру, али нажалост нешто раније. Ђорђевић доживи инфаркт. Кркић инсистира на питању где је Цигановићева жена, а све то због бодова за стан. Дара се коначно развела и поново је слободна, па може да бира. Боба се опет сукобљава са осталим затвореницима. |                    |              |                      |              |                    |
| 36 | 15                 | Епизода 2.15 | Михаило Вукобратовић | Синиша Павић | 19. март 2006.     |
| Емилија код др Лукшића поново наилази на шјор Луја који игра своју игру. Иако Виолета тврди да је Драгиша коначно најурио др Лукшића, он се управо појављује. Бобина „одисеја” се наставља. Саша посећује Коку. |                    |              |                      |              |                    |
| 37 | 16                 | Епизода 2.16 | Михаило Вукобратовић | Синиша Павић | 26. март 2006.     |
| Ема сазнаје тужну и невероватну истину о тешкоћама Терминаторовог живота. Виолета се, напокон, приближава теткином ултиматуму за добијање две милијарде. Сви су на окупу: Иво, шјор Лујо, већина Попадића, а чека се само Боба да изађе из затвора. Саша је у јадном стању. |                    |              |                      |              |                    |
| 38 | 17                 | Епизода 2.17 | Михаило Вукобратовић | Синиша Павић | 2. април 2006.     |
| Дара, као разведена, постаје врло интересантна Биберовићу, а Драгиша то прима са нервозом. Јатаганац има нове идеје. Виолета и Иво купују венчаницу, а Ема и Терминатор се састају на „ничијем терену”. Затворска приредба и тучњава. Бранка објављује да остаје у Београду. |                    |              |                      |              |                    |
| 39 | 18                 | Епизода 2.18 | Михаило Вукобратовић | Синиша Павић | 9. април 2006.     |
| Боба има неочекивану посету у затвору, Курчубић се меша Драгиши у живот. Реплика да доктори мало греше сами, мало са сестрама, почиње да смета Виолети. Стари брачни парови се свађају, нови такође. На вратима стана госпође Савете и њене кћери Леле, појављује се, са цвећем у руци, нови, а опет, стари гост. Кока тражи стан за себе и дете.                                                             |                    |              |                      |              |                    |
| 40 | 19                 | Епизода 2.19 | Михаило Вукобратовић | Синиша Павић | 16. април 2006.    |
| Лелица је потписала споразумни развод. Све излуђују припреме за Виолетино венчање. Драгиша мора, најпре, на посао, Саша такође, а Иво још ради. Као и обично, код Попадића ништа не иде својим током. |                    |              |                      |              |                    |
| 41 | 20                 | Епизода 2.20 | Михаило Вукобратовић | Синиша Павић | 23. април 2006.    |
| Иво је на аеродрому, у општини је хаос, а шјор Лујо је изгубио локал који је закупио. Јатаганац, који је пред изборима, има посету која му не одговара. У свакодневицу, на овај свечани дан, Попадићима се враћа Мацола, а у живот им улази нови лик, мајка др Лукшића, шјора Кате. Боба, сада већ човек са искуством, упознаје новог ортака.                                                                 |                    |              |                      |              |                    |
| 42 | 21                 | Епизода 2.21 | Михаило Вукобратовић | Синиша Павић | 30. април 2006.    |
| Код Попадића све се некако уредило. Срећни младенци доносе мало мира и другима, нарочито Еми и Драгиши. Шјора Кате заводи ред, преко шјор Лује. Драгиша добија незгодну жену за дактилографкињу. Кока је у новом стану. Уз нову плочу, Нина доживљава још једно изненађење. Ујка Коста оставља бунду, а добија потврду.                                                                                       |                    |              |                      |              |                    |
| 43 | 22                 | Епизода 2.22 | Михаило Вукобратовић | Синиша Павић | 7. мај 2006.       |
| Долази до обрачуна између Еме и Терминаторове таште. Ема одговара за отимачину мужа, а ујка Коста одговара за шверц крзна код судије за прекршаје. Поновни сусрет Бобе и Нине. У предузећу, Курчубић спрема отказ Драгиши. |                    |              |                      |              |                    |
| 44 | 23                 | Епизода 2.23 | Михаило Вукобратовић | Синиша Павић | 14. мај 2006.      |
| Бранка и Кока воде непријатан разговор, а Саша покушава да смири ситуацију. Нина жели нешто да поклони Јатаганцу. Дара размишља о особинама свог будућег партнера. Ујка Коста се спрема на путовање. |                    |              |                      |              |                    |
| 45 | 24                 | Епизода 2.24 | Михаило Вукобратовић | Синиша Павић | 21. мај 2006.      |
| Ујка Коста је отпутовао. Мацола долази по своје. Ема, напокон, стиже до Терминатора који је чека у студентској собици са студентским идејама. Долази до још једног венчања, скромног, али достојанственог. |                    |              |                      |              |                    |
| 46 | 25                 | Епизода 2.25 | Михаило Вукобратовић | Синиша Павић | 28. мај 2006.      |
| Попадићи, ојачани Лукшићима, до бољег живота стижу свако на свој начин. Да ли је Сашин брак од самог почетка био на истим ногама као његова самоуправна функција? Да ли су Бобине студије логично проистекле из његовог дотадашњег начина живота? Да ли су Ема и Гига нешто ипак научили? Ујка Коста је, одлазећи, ипак остао са Попадићима.                                                                  |                    |              |                      |              |                    |
| 47 | 26                 | Епизода 2.26 | Михаило Вукобратовић | Синиша Павић | 4. јун 2006.       |
| Попадићи, ојачани Лукшићима, до бољег живота стижу свако на свој начин. Да ли је Сашин брак од самог почетка био на истим ногама као његова самоуправна функција? Да ли су Бобине студије логично проистекле из његовог дотадашњег начина живота? Да ли су Ема и Гига нешто ипак научили? Ујка Коста је, одлазећи, ипак остао са Попадићима.                                                                  |                    |              |                      |              |                    |
| 48 | 27                 | Епизода 2.27 | Михаило Вукобратовић | Синиша Павић | 11. јун 2006.      |
| Попадићи, ојачани Лукшићима, до бољег живота стижу свако на свој начин. Да ли је Сашин брак од самог почетка био на истим ногама као његова самоуправна функција? Да ли су Бобине студије логично проистекле из његовог дотадашњег начина живота? Да ли су Ема и Гига нешто ипак научили? Ујка Коста је, одлазећи, ипак остао са Попадићима.                                                                  |                    |              |                      |              |                    |
| 49 | 27                 | Епизода 2.27 | Михаило Вукобратовић | Синиша Павић | 18. јун 2006.      |
| Попадићи, ојачани Лукшићима, до бољег живота стижу свако на свој начин. Да ли је Сашин брак од самог почетка био на истим ногама као његова самоуправна функција? Да ли су Бобине студије логично проистекле из његовог дотадашњег начина живота? Да ли су Ема и Гига нешто ипак научили? Ујка Коста је, одлазећи, ипак остао са Попадићима.                                                                  |                    |              |                      |              |                    |
| 50 | 28                 | Епизода 2.28 | Михаило Вукобратовић | Синиша Павић | 18. јун 2006.      |
| Попадићи, ојачани Лукшићима, до бољег живота стижу свако на свој начин. Да ли је Сашин брак од самог почетка био на истим ногама као његова самоуправна функција? Да ли су Бобине студије логично проистекле из његовог дотадашњег начина живота? Да ли су Ема и Гига нешто ипак научили? Ујка Коста је, одлазећи, ипак остао са Попадићима.                                                                  |                    |              |                      |              |                    |